# Rattenvanger

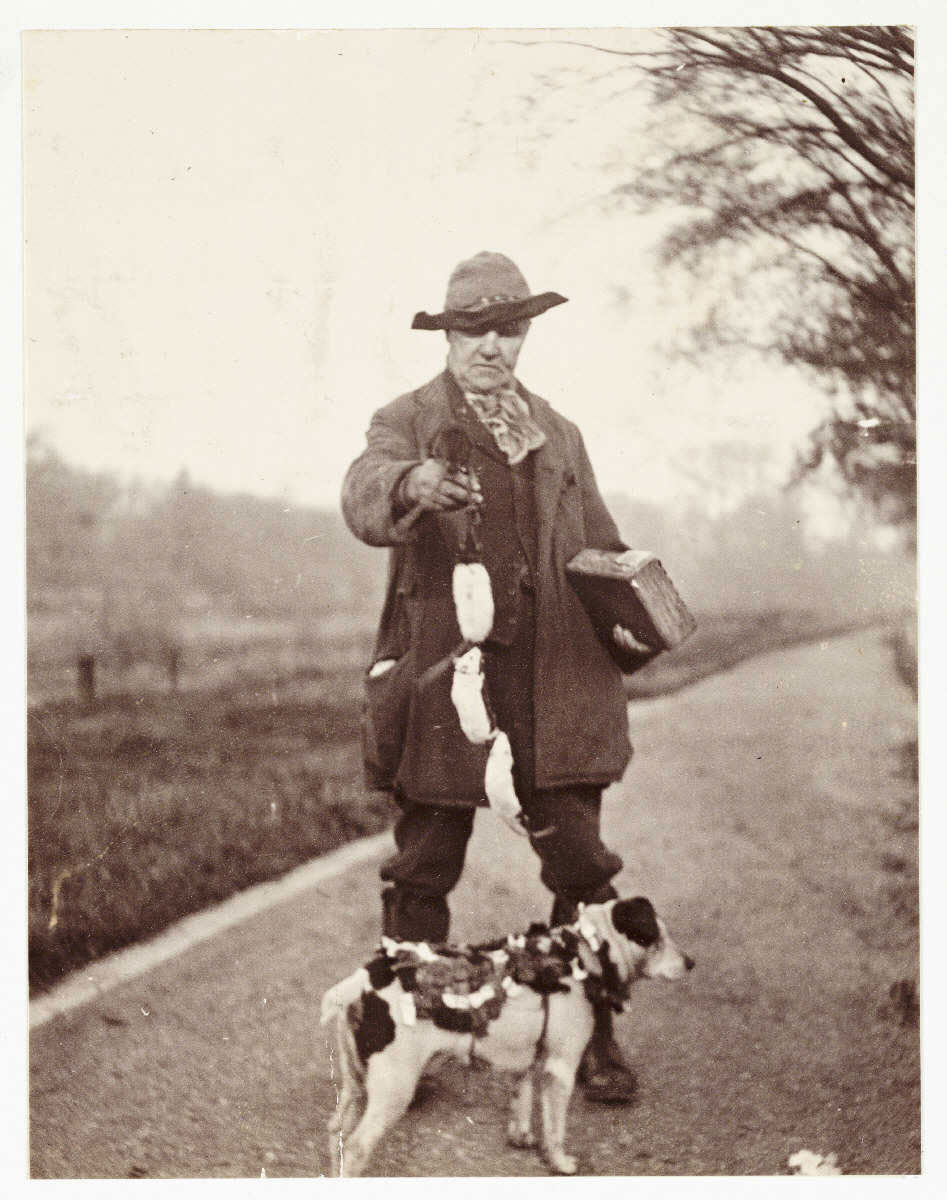
Rattenvanger met zijn hond

Een rattenvanger is iemand die ratten vangt, om zo de populatie beperkt te houden. Vroeger werden ratten gevangen om onder meer de pest te bestrijden. In veel ontwikkelde landen is nog maar een beperkt aantal rattenvangers actief. In Nederland is de bestrijding van de muskusrat, eigenlijk geen rat maar een woelmuis, actueel.

## Rattenvangers en cultuur
- In victoriaans Engeland was Jack Black een bekende rattenvanger.
- De rattenvanger van Hamelen is een bekend (fictief) verhaal.
- Een bekende muskusrattenvanger in de provincie Groningen is de zanger-songwriter en presentator Alex Vissering.
- In de kunstcollectie van de Provincie Groningen is in 2011 als eerbetoon aan het werk van de vangers de foto en bijbehorend boek De Muskusrattenvangers van Maartje Roos opgenomen.[1]

## Zie ook

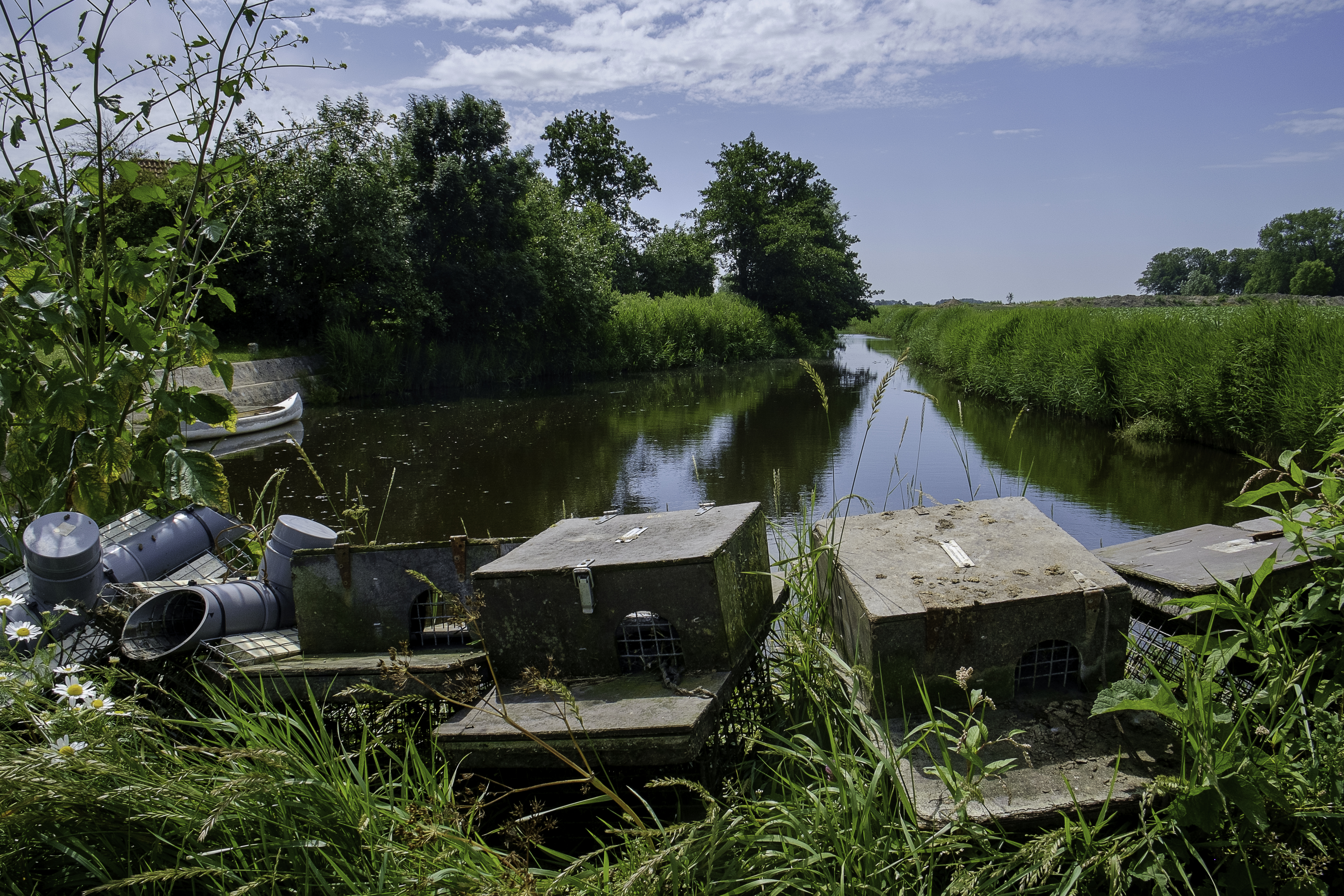
Rattenvallen voor muskusratten bij het haventje van 't Houweel in het noorden van de Nederlandse provincie Groningen